# プライベート・パーツ
『プライベート・パーツ』 (Private Parts) は、1997年のアメリカ合衆国の映画。実在の過激なDJハワード・スターンを題材としており、本人が自身役で主演している。

## あらすじ
あるユダヤ人のさえない大学生が卒業後、田舎でDJをやるが、カントリーミュージックしかかけられないなどの理由で、他の局に移り、過激なスタイルを追求してゆく。卑猥な企画をやるわりには私生活では愛妻家で、ファンのセクシーな女に誘惑されても応じない。そんななか、妻は流産してしまう。

## キャスト
※括弧内は日本語吹替
- ハワード - ハワード・スターン（大塚芳忠）
- ロビン - ロビン・クイヴァース（山田栄子）
- フレッド - フレッド・ノリス（小室正幸）
- アリソン・スターン - メアリー・マコーマック（田中敦子）
- ケニー - ポール・ジアマッティ（塩屋浩三）
- ゲイリー - ゲイリー・デラベイト（荒川太郎）
- ジャッキー - ジャッキー・マートリング（仲野裕）
- グロリア - キャロル・アルト（榎本智恵子）
- ベン - リチャード・ポートナウ（水野龍司）
- レイ - ケリー・ビショップ（磯辺万沙子）
- モーティ - ヘンリー・グッドマン（宝亀克寿）
- ミア・ファロー - ミア・ファロー（高島雅羅）
- ロス - ポール・ヘクト（大木民夫）
- エージェント - スティーヴン・ギルボーン（塚田正昭）
- シド - リチャード・B・シュル（茶風林）
- グリフ - ジョナサン・ハダリー（立木文彦）
- マンディ - ジェンナ・ジェイムソン（吉田美保）

日本語版制作スタッフ
- 演出：伊達康将
- 翻訳：杉田朋子
- 制作：東北新社